# 韦谢
韦谢，是匈牙利绍莫吉州所辖的一个村。总面积42.92平方公里，总人口747，人口密度17.4人/平方公里（2011年1月1日）。